# Acllas

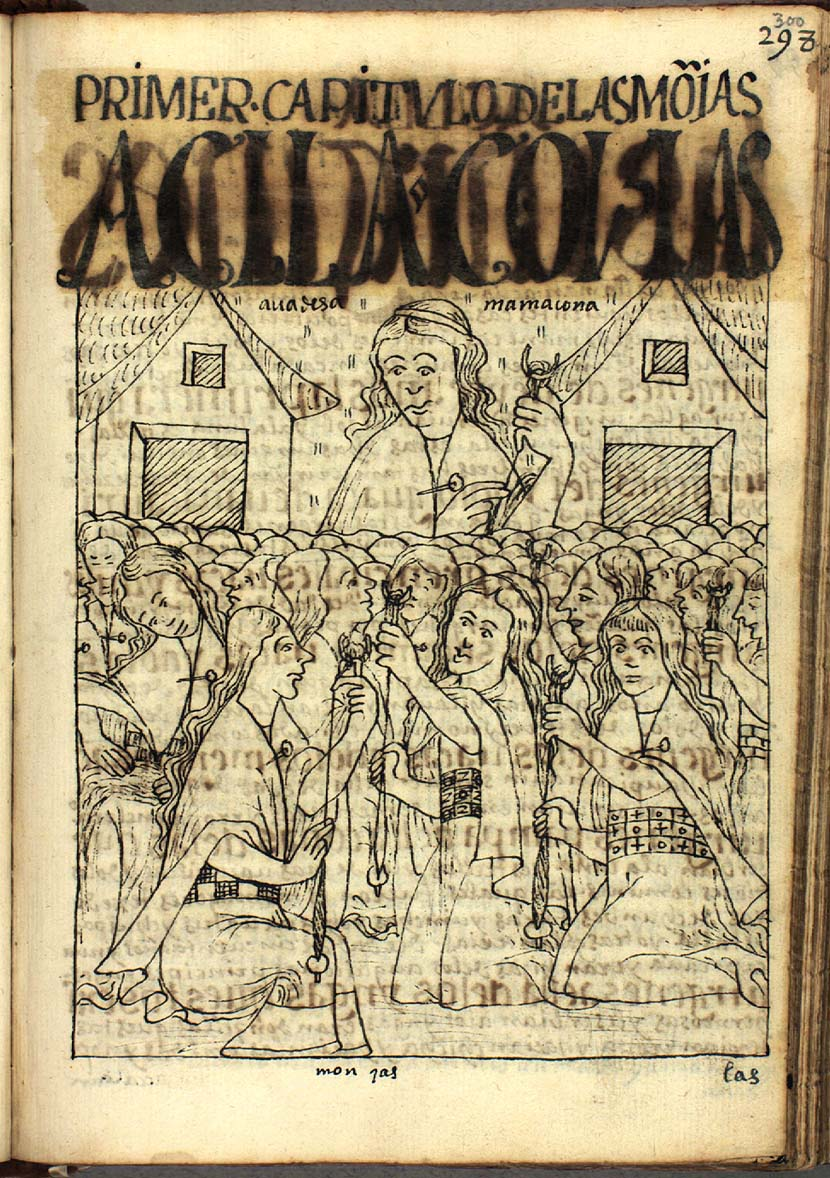
Las Acllas junto a las Mamacunas.

Las acllas (del quechua: akllasqa ‘escogida’) eran mujeres de singular belleza. Fueron escogidas de varios lugares del Imperio inca para servir al Inca o Inti (el dios Sol). Su preparación es llevaba a cabo en el Acllahuasi donde vivían las mujeres bajo la vigilancia de las Mamaconas aisladas en un servicio de alto honor.
Existían diversos tipos de Acllas, entre las más importantes tenemos:
- Aclla del Sol (en quechua, Intiq Akllasqan) Dedicaban su vida entera a la adoración de Inti.
- Aclla del Estado (en quechua, Suntor Akllasqan)[1]

## Selección y entrenamiento
Cada año, el gobierno inca enviaba representantes, llamados Apu Panaka, para recoger niñas de ocho a diez años de edad de las provincias como tributo para el estado. Las niñas seleccionadas eran en su mayoría de las clases sociales más altas, con frecuencia provenientes de las familias de líderes provinciales no incas de la clase (curaca), sin embargo, no limitándose a esta. Eran elegidas con base en su belleza, habilidades e inteligencia y enviadas a que fueran formadas en centros provinciales para vivir juntas en complejos de edificios llamados Acllahuasi (casa de las elegidas) que podrían tener hasta 200 mujeres en residencia. Sólo las de más alto estatus eran enviadas a Cuzco para un entrenamiento adicional.
Las niñas eran entrenadas durante cuatro años en temas relacionados con la religión, el canto, la danza, la textilería, la alfarería, la cocina y la preparación de chicha. Luego eran asignadas a deberes religiosos y se convertían en mamacunas (sacerdotisas) o se casaban con hombres de posiciones prominentes. Las más hábiles y físicamente perfectas eran enviados a Cuzco, la capital del imperio, y podían convertirse en esposas secundarias o concubinas del emperador inca y otros nobles. Unos pocos estaban destinados a ser sacrificadas en una ceremonia religiosa llamada Cápac Cocha. Se han identificado varios contextos arqueológicos para aclla, específicamente en Huánuco Pampa, incluyendo evidencia recientemente descubierta de una aclla masculina. Su estatus y función en la sociedad se compara a veces con el de los hombres Yanacona.

## Servicio
Las Acllas era un grupo diverso en términos de su funcionalidad en la sociedad inca. El papel social general de las acllas eran dos: los que estaban involucrados con los rituales religiosos y los que se daban a los hombres como esposas. Dentro de estos roles, la asignación de las acllas se dividió por estatus. Acllas de estatus superior (aquellas que se consideraban más hermosas, más hábiles, y que provenían de familias de alto estatus) fueron enviadas al Cuzco al servicio del sol en el Coricancha o eran dadas como concubinas a los incas. Los acllas de estado inferior típicamente se quedaban en sus regiones de origen y eran puestos al servicio de cultos religiosos menores o se convertían en esposas de los nobles locales.
A pesar de las diferencias en cuanto así terminaron, los servicios que prestaban tendían a ser muy similares; las acllas se encargaron de fabricar textiles y cerámica, preparar alimentos y chicha para el consumo ritual, y cualquier otra habilidad que necesiten para ser una buena sacerdotisa o esposa noble. Sus servicios se consideran una base para las concepciones incas de la hospitalidad. Este punto fue dejado claro por Inca Pachacútec quien ordenó la creación y expansión del Acllahuasi con el propósito de fortalecer "la generosidad de la administración".Sin embargo, su trabajo puede incluso haber sido más especializado y matizado que esta comprensión general de su papel. Algunas fuentes sugieren que había muchos tipos diferentes de acllas con títulos específicos. Entre ellos se encontraban las Wayror Akllaq (escogida principal), que servían a Inti y a Quilla (la diosa lunar), las Wayror Akllaq Sumaq que estaban dedicadas a las principales huacas, las Taki Akllaq (escogida ceremonial) cuyo labor era cantar y bailar para alegrar las fiestas de la corte imperial,y las Aklla Chaupi Katikin Sumaq que fabricaban vestimentas y trabajaban en las chacras. Otras fuentes sugieren que pueden haber tenido más responsabilidades de las que normalmente se les atribuye. Debido a su posición única en la sociedad, también pueden haber tenido un papel como escribas.

## Importancia social
Las acllas fueron una herramienta extremadamente importante de la artesanía estatal para el Cuzco. Los incas pensaron en gran medida en el sistema de reciprocidad que mantenía su imperio funcionando sin una economía monetaria formal. Redistribuir a las acllas, aunque fuera temporalmente, fue una forma extremadamente exitosa de ganarse la lealtad de aquellos que acababan de ser conquistados por los incas porque confirió estatus a las familias de mujeres seleccionadas y ayudó a generar confianza entre funcionarios y lugareños. El servicio de las acllas también era esencial para establecer la cultura inca en todo el imperio. La mano de obra que proporcionaban en forma de textiles, cerámica y alimentos se utilizaba como donaciones para ayudar a formar alianzas.
Aquellos que recibieron un aclla como esposa también recibieron todas las habilidades que podía proporcionar, lo que le permitía a esa persona un poder significativo.Aunque estas acllas son a menudo considerados como mercancías dentro del imperio, su influencia y significado llegó mucho más allá de un simple elemento para ser negociado. De hecho, muchas de ellas tendían a beneficiarse socialmente de su posición. Por ejemplo, las que estaban casadas con líderes provinciales se les daba su propia tierra y mandaban sobre los obreros que la trabajaban.
Las acllas exclusivamente dedicadas al sacerdocio conferían importancia de manera similar debido a sus habilidades para crear los medios necesarios para los rituales, a saber, la elaboración de chicha que era parte integral de las ceremonias religiosas. Su presencia se observa en el sitio ritual de Huánuco Pampa, donde las estructuras que han sido excavadas sugieren una gran presencia de acllas que tuvo acceso a los extensos almacenes de maíz y grano para hacer chicha. Era importante que estuvieran presentes en el sitio porque la chicha no se podía almacenar durante largos períodos de tiempo; tenía que hacerse más o menos en el acto.

## Sacrificios humanos
Aunque es menos común, hay algunas pruebas de que las acllas se utilizaron en el sacrificio humano. Esto estaba ligado a su papel como dones y al sistema de reciprocidad en todo el imperio debido a su significado económico. En un contexto ritual, fueron un sacrificio extremadamente valioso porque representaban la capacidad de tanta riqueza potencial a través del uso de sus varias habilidades. También representaban una conexión entre Cuzco y las regiones periféricas que habían conquistado. Este atado del centro a la periferia fue uno de los aspectos más importantes del sacrificio de las acllas. La historia de Tanta Carhua es uno de esos relatos del proceso de unir el centro y la periferia.
Los documentos coloniales contienen registro de Tanta Carhua, quien fue sacrificada como Cápac Cocha en su hogar en Urcos. Después de visitar Cuzco y ser honrada por el emperador inca, Tanta Carhua se le acerca diciendo: "Puedes terminar conmigo ahora porque no podía ser más honrada que por las fiestas que celebraron para mí en Cuzco". A su regreso a casa, el padre de Tanta Carhua se convirtió en el curaca de su aillu y Tanta Carhua fue deificada. Su "sacrificio... ritualmente afirmaba el nuevo papel de su padre y de los descendientes de su padre como nexo entre Urcos y Cuzco mientras dramatizaba la subordinación de la comunidad a Cuzco".
En conclusión, el uso de las acllas sacrificadas estaba ligado al parentesco y al mantenimiento de la hegemonía dentro del imperio. La familia de una aclla elegida para el sacrificio se criaría en condición social. Estas acllas en sí honrarían a los principales dioses incas y serían honrados a cambio. Aquellas que no eran sacrificadas en Cuzco podrían ser devueltas a sus propias comunidades y ser sacrificadas allí. Esto crearía un vínculo ritual entre Cuzco y la región local; Cuzco había tomado a un miembro de la comunidad local y los había convertido en un representante del estado central. La aclla sacrificada había sido bendecida por el Emperador y se convirtió en la guardiana de las huacas locales. Esto marcó la entrada del imperio en la tradición y la religión locales.

## Las Vírgenes del Sol
En el Imperio Inca, para proporcionar el mejor culto posible al dios sol, además de sus diversas clases de sacerdotes, los incas habían creado una importante institución de vírgenes dedicadas a su servicio, conocida como Intip Chinán, en la que ingresaban las niñas elegidas en su infancia (a los ocho años) para convertirse en acllas tras un estricto noviciado que cubría los primeros años de su estancia conventual, bajo la dirección de una superiora, Mamakona, educadora, vigilante y examinadora de las jóvenes bajo su tutela. 
El Acllahuasi era el nombre del templo de las acllas. Pero esta profesión religiosa no era sólo una llamada o una obligación para acudir forzosamente al servicio de la religión, sino que también se trataba de una educación selectiva y esmerada para las jóvenes de las clases superiores, puesto que, una vez llegadas a la edad núbil, entre los trece y los quince años de edad, pasaban a ser "presentadas en sociedad", para ser las potenciales prometidas de señores de la nobleza, ya que el período de servicio en el Intip Chinán como aclla era también la garantía de la calidad de su linaje, el aval de la mejor educación y, evidentemente, la mejor prueba exhibible públicamente de su incontestable virginidad.
No guardar la obligada castidad y, sobre todo, ser sorprendida con un hombre significaba, para la aclla en ejercicio, su inapelable condena a muerte, a una muerte cruelmente ejemplar, dejándola que muriera de inanición, para que no fuera la mano del ser humano la que matara a las sacerdotisas, sino el abandono.  
Si se llegaba a producir un embarazo de una de las aclla, siempre que no hubiera pruebas en contra de la exigida adhesión a la norma estricta de la virginidad requerida, se consideraba que tal embarazo había sido realizado por la explícita voluntad y personal acción de Inti y, automáticamente, el hijo que tuviera la aclla, era considerado privilegiado hijo del dios solar y, como tal, recibía un trato de favor para el resto de sus días.